# Mario Guillén
Mario Alberto Guillén Suárez (Tarija, Bolivia; 23 de marzo de 1968) es un ingeniero industrial, abogado y político boliviano que ocupó el alto cargo de Ministro de Economía y Finanzas Públicas de Bolivia desde el 26 de junio de 2017 hasta el 23 de enero de 2019 durante el tercer gobierno del presidente Evo Morales Ayma. Así mismo, Guillén fue también el Viceministro de Pensiones y Servicios Financieros de Bolivia desde el 1 de febrero de 2009 hasta el 26 de junio de 2017 además de haber sido Gerente General del Banco Unión durante el año 2019.

## Biografía

### Primeros años
Mario Guillén nació el 28 de septiembre de 1968 en la ciudad de Tarija. Comenzó sus estudios escolares en 1973, saliendo bachiller el año 1985. Continuó con sus estudios profesionales, ingresando en 1986 a estudiar la carrera de ingeniería en la Escuela Militar de Ingeniería (EMI) de la ciudad de La Paz, titulándose como licenciado en ingeniería industrial el año 1992.

### Vida profesional
Desde 1995 hasta 1996, Mario Guillén también realizó un Máster en Administración de Empresas de la Universidad Católica Boliviana San Pablo (UCB). El año 2002, Mario Guillén ingreso a estudiar en  la Facultad de Derecho de la Universidad Mayor de San Andrés (UMSA), titulandose  como abogado de profesión  el año 2008, a sus 40 años.
Mario Guillén se desempeñó también como catedrático de pre y postgrado en diferentes universidades públicas y universidades privadas de Bolivia dando clases en la Universidad Mayor de San Simón (UMSS)  de la ciudad de Cochabamba, así como también en la Universidad de Los Andes y en la Escuela Europea de Negocios, entre otros.
En su vida laboral, cabe mencionar que por alrededor de una década (desde 1999 hasta 2009), Mario Guillén trabajó en la banca boliviana, realizando gran parte de su carrera en la Superintendencia de Pensiones Valores y Seguros.

## Vida política

### Viceministro de Estado
El año 2009, el ministro de economía de Bolivia Luis Arce Catacora, posesionó a Guillén en el cargo de Viceministro de Pensiones y Servicios Financieros del país, dependiente del Ministerio de Economía y Finanzas Públicas. Guillén llegaría a ocupar este cargo por casi una década, alrededor de 9 gestiones consecutivas hasta el año 2017.
En su calidad de viceministro, Guillén fue un estrecho colaborador del Ministro Luis Arce Catacora, y durante su gestión como Viceministro impulsó la Ley de Pensiones y la Ley de Servicios Financieros. 

### Ministro de Estado
El 26 de junio de 2017, el ministro Luis Arce Catacora dejó el ministerio de Economía debido a problemas de salud. En su reemplazó, el Presidente de Bolivia Evo Morales Ayma posesionó en el cargo de ministro a Mario Guillén (de 49 años de edad).
En noviembre de 2017, la Escuela Militar de Ingeniería (EMI) le concedió el título honorífico de Dr. Honoris Causa, por sus relevantes méritos personales, académicos y profesionales.
El 23 de junio de 2019, Mario Guillén fue reemplazado en el cargo, por el exministro Luis Arce Catacora, quien volvió nuevamente al ministerio de Economía tras su recuperación en salud.

### Gerente de Banco Unión
El 20 de marzo de 2019, el Ministerio de Comunicación de Bolivia anunció mediante un comunicado que el exministro Mario Guillen Suárez asumiría el cargo de Gerente General del Banco Unión (uno de los principales de Bolivia) en reemplazo del anterior gerente Rolando Marín. El 28 de noviembre de 2019, el gobierno de Jeanine Áñez lo destituyó de su cargo de gerente y lo reemplazó por Antonio Sivila.

### Denuncia
El 9 de septiembre de 2020, el Gobierno de Jeanine Áñez, a través de su viceministro de transparencia Guido Melgar, acusaron al exministro de economía Mario Guillén Suárez y lo denunciaron ante la justicia boliviana por haber cometido supuestamente los delitos de incumplimiento de deberes, contratos lesivos al Estado y conducta antieconómica en el caso de la compra irregular de software para la Gestora Pública.
| Predecesor: Rolando Marin      | Gerente General del Banco Unión 20 de marzo de 2019 - 28 de noviembre de 2019                           | Sucesor: Antonio Sivila        |
| Predecesor: Luis Arce Catacora | Ministro de Economía y Finanzas Públicas de Bolivia 26 de junio de 2017 - 23 de enero de 2019           | Sucesor: Luis Arce Catacora    |
| Predecesor: -                  | Viceministro de Pensiones y Servicios Financieros de Bolivia 1 de febrero de 2009 - 26 de junio de 2017 | Sucesor: Oscar Ferrufino Morro |